# Borovskoje Sjosse
Borovskoje Sjosse (Russisch: Боровское шоссе ) is een station aan de Kalininsko-Solntsevskaja-lijn van de Moskouse metro. Het station is onderdeel van de Solntsevskaja-radius, de zuidwestelijke verlenging van lijn 8 die tussen 2013 en 2018 is gebouwd.

## Geschiedenis
Al in 1973 was een voorstel gedaan voor een metrolijn naar het zuid-westen buiten de MKAD, de toenmalige stadsgrens van Moskou. In 1984 werd het gebied door Moskou geannexeerd en in 1987 volgden nieuwe plannen echter nog steeds zonder station Borovskoje Sjosse. Na het uiteenvallen van de Sovjet Unie werden plannen ontwikkeld voor “goedkope” lijnen naar gebieden buiten de MKAD. Deze zogeheten “lichte metro” omvatte ook de Solntsevo-lijn (L2) tussen Joego-Zapadnaja en Novoperedelkino met meer stations, waaronder Borovskoje Sjosse, dan de in 1987 geplande lijn. In 2012 werd de L2 geschrapt ten gunste van de Solntsevskaja-radius waarin ook het station Borovskoje Sjosse werd opgenomen. Bouwbedrijf  Minskmetrastroi, dat ook de metro in de Wit-Russische hoofdstad Minsk heeft gebouwd, nam de bouw van het ondiep gelegen zuilenstation in 2013 ter hand.   

## Chronologie
- Oktober 2013 – maart 2014: Geologische verkenningen, op 1 maart 2014 werden de parallelweg van de Borovskoje Sjosse en de Priretsjnajastraat ter hoogte van het bouwterrein afgesloten voor verkeer.
- Maart – juli 2014: Aanbrengen van damwanden
- Juli – oktober 2014: Uitgraven van de bouwput, eind juli werden de eerste stempels aangebracht.
- Februari 2015: Opbouw van de tunnelboormachines (TBM) voor de tunnels richting Solntsevo. Eind februari had de Herrenknecht TBM S-775 91 meter van de 1304 meter lange oostelijke buis voltooid. De andere TBM, S-328 had 35 meter van de 1300 meter van de westelijke buis voltooid.
- Mei 2015: De bodemplaat voor het station is gereed, de bouw van het station zelf en de afdichting tegen het grondwater gaan van start.
- Juli -augustus 2015: Bouw van de dragende zuilen en het perron van het station.
- 29 november 2016: Tunnelboormachine “Jasmina” voltooit de westelijke tunnelbuis tussen Novopredelkino en Borovskoje Sjosse vanuit het zuiden.
- 9 december 2016: Bouw van de noordoostelijke verdeelhal begint aan de oneven kant van de  Borovskoje Sjosse
- 20 september 2017: De noordoostelijke verdeelhal is voltooid inclusief de roltrappen.
- 1 november 2017: Het perron is afgewerkt met graniet, apparatuur wordt geïnstalleerd en de overige roltrappen worden geplaatst.
- 3 april 2018: De wanden langs het spoor zijn afgewerkt.
- 4 mei 2018: Het station is klaar voor gebruik, de bovengrondse afwerking van het terrein begint.
- 21 juni 2018: Oplevering van de lijn tussen Ramenki en Rasskazovka.
- Augustus 2018: Proefritten naar en van het station.
- 25 augustus 2018: Technische koppeling van het nieuwe baanvak aan het bestaande deel van de Solntsevskaja-radius
- 30 augustus 2018:  Opening van het station als 220e van de Moskouse metro

## Ligging en inrichting
Het station ligt op de grens van de districten Novoperedelkino en Solntsevo in de westelijke okroeg van Moskou onder de driehoek tussen de Borovskoje Sjosse, de parallelweg en de Priretsjnajastraat. De twee ondergrondse verdeelhallen liggen boven de beide uiteinden van het perron. De noordoostelijke uitgangen liggen bij de  Priretsjnajastraat in het 7e district Solntsevo, de andere uitgang ligt aan de oneven kant van de Borovskoje Sjosse. De toegangsgebouwen zijn geschilderd in oranje en grijs. Bij het station komt een vervoersknooppunt met bushaltes, parkeerplaatsen alsmede sociale- en commerciële voorzieningen. De inrichting van het station is geïnspireerd op de snelweg met fel oranje elementen op een grijze achtergrond. De verlichting verwijst naar de voorbij rijdende auto's op een regenachtige dag. Hiertoe zijn grote witte en kleinere rode lampen in inkepingen in het zwarte plafond aangebracht zodat de reizigers de weg boven zich kunnen “zien”.  